# برزرک (مجموعه تلویزیونی ۱۹۹۷)
برزرک (ژاپنی: ベルセルク هپبورن: Beruseruku) همچنین در ژاپن تحت نام کنپو دنکی برزرک شناخته می‌شود، یک مجموعه تلویزیونی انیمه ژاپنی است که با الهام از سری مانگایی به همین نام اثر کنتارو میورا ساخته شده‌است. این مجموعه توسط نیپون تلویژن و وی‌ای‌پی کو تولید شده‌است، و به‌وسیلهٔ استودیوی اوال‌ام تهیه گردیده و نائوهیتو تاکاهاشی آن را کارگردانی کرده‌است. پخش برزرک به تعداد ۲۵ قسمت از ۷ اکتبر ۱۹۹۷ در شبکه نیپون تلویژن آغاز شده و در ۳۱ مارس ۱۹۹۸ به پایان رسید. برزرک با واکنش‌های مثبتی از سوی منتقدان همراه بود که قصه‌گویی، شخصیت‌ها، تنظیمات، و حاشیه صوتی اثر سوسومو هیراساوا مورد تحسین قرار گرفت.

## صداپیشگان
| شخصیت        | صداپیشه ژاپنی     | صداپیشه انگلیسی   |
| ------------ | ----------------- | ----------------- |
| گاتس         | نوبوتوشی کانا     | مارک دیرایسون     |
| گریفیث       | توشی‌یوکی موریکاوا | کوین تی. کالینز   |
| کاسکا        | یوکو میامورا      | کری کرانن         |
| ریکرت        | آکیکو یاجیما      | میشل نیومن        |
| جودو         | آکیرا ایشیدا      | کریستوفر کرومر    |
| پیپین        | ماسو آمادا        | جف وارد           |
| کورکوس       | توموهیرو نیشیمورا | مارک سباستین      |
| نوسفراتو زاد | کنجی اوتسومی      | جی. دیوید بریمر   |
| ووید         | اونشو ایشیزوکا    | جان آونر          |
| اسلان        | آتسوکو تاناکا     | سی.ال جونز        |
| اوبیک        | هیروتاکا شیمازاوا | کریستین کالینگوود |
| گاستون       | ماساهیتو کاواناگا | شان شیمل          |